# Arsenuríneos
Arsenuríneos (cientificamente denominados Arsenurinae) é uma subfamília de insetos pertencentes à família Saturniidae da ordem Lepidoptera, proposta por Heinrich Ernst Karl Jordan em 1922 e composta por mariposas, ou traças, noturnas e exclusivas da região neotropical das Américas, contendo dez gêneros inseridos em duas tribos constituídas
por espécies geralmente grandes e com cor de fundo cinza ou castanha. Como uma regra mais ou menos geral nessa família o tamanho do corpo desses insetos é relativamente pequeno em relação ao tamanho de suas asas, embora seja robusto; as asas sendo de formatos variáveis, especialmente a posterior, que pode ser dotada de uma cauda mais ou menos longa; atingindo o seu limite no gênero Copiopteryx, que é dotado de caudas tão longas quanto as suas próprias asas. No passado as mariposas Arsenurinae foram colocadas em famílias distintas da família Saturniidae (Adelocephalidae; Arsenuridae; Ceratocampidae; Citheroniidae; Rhescyntidae; Sphingicampidae; Syssphingidae), com outros gêneros; havendo a suposição de que pareçam ser um grupo relicto, com poucos representantes extantes.

## Classificação deArsenurinae: tribos e gêneros
Tribo Almeidaini Lemaire, 1980
Almeidaia Travassos, 1937
Tribo Arsenurini Jordan, 1922
Arsenura Duncan, 1841
Caio Travassos & Noronha, 1968
Copiopteryx Duncan, 1841
Dysdaemonia Hübner, [1819]
Grammopelta Rothschild, 1907
Loxolomia Maassen, 1869
Paradaemonia Bouvier, 1925
Rhescyntis Hübner, [1819]
Titaea Hübner, [1823]

## Galeria de imagens

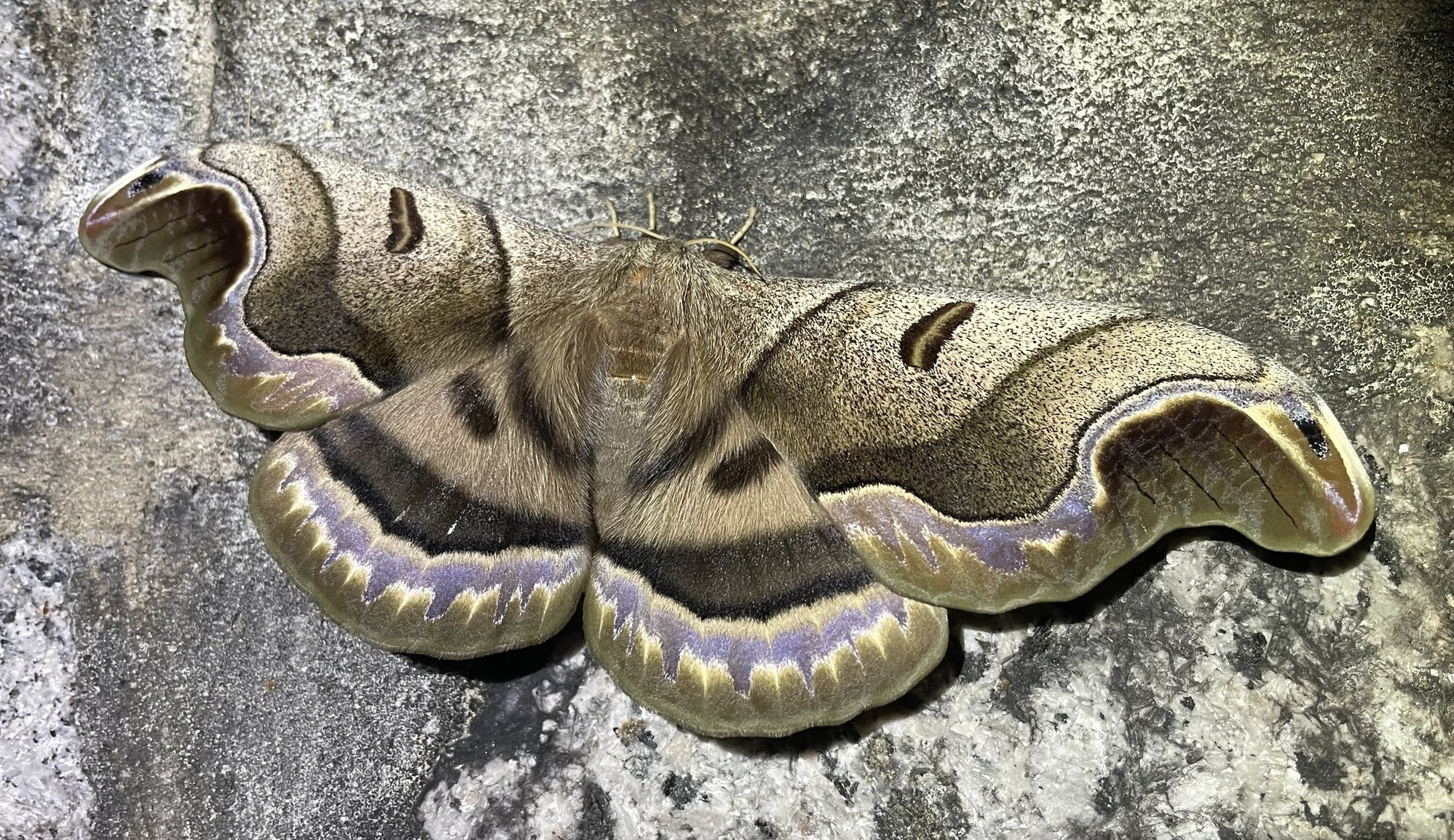
Uma mariposa Arsenurinae Caio romulus, pousada numa rocha do Parque Nacional de Itatiaia, município brasileiro de Itatiaia, Rio de Janeiro.
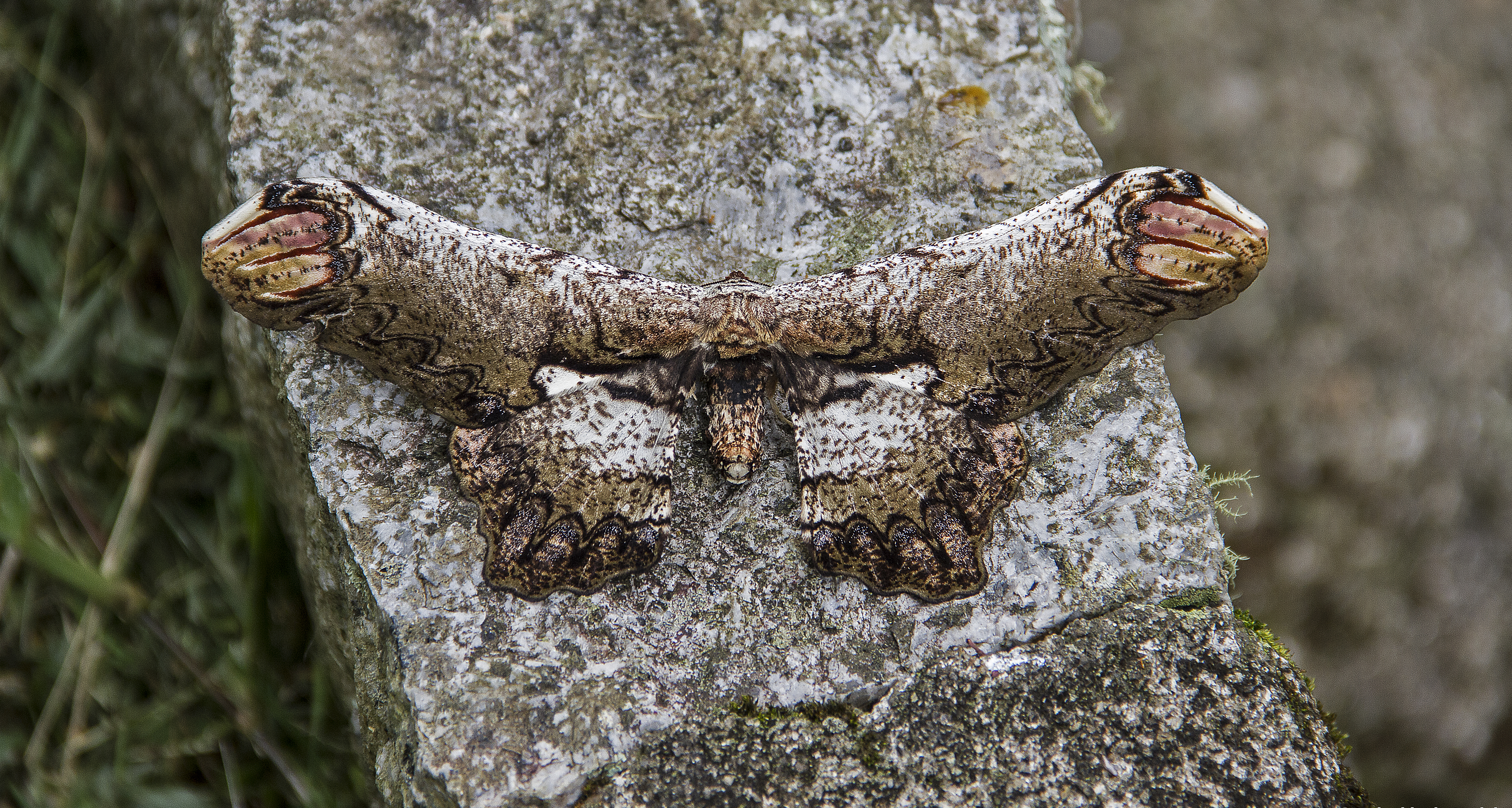
Uma mariposa Arsenurinae Loxolomia serpentina, pousada numa rocha do Parque Nacional de Itatiaia, município brasileiro de Itatiaia, Rio de Janeiro.